# Tylototriton uyenoi
Espèce
Tylototriton uyenoi est une espèce d'urodèles de la famille des Salamandridae.

## Répartition
Cette espèce est endémique de Thaïlande. Elle se rencontre dans la province de Chiang Mai.

## Étymologie
Cette espèce est nommée en l'honneur de Shun-Ichi Ueno.

## Publication originale
- Nishikawa, Khonsue, Pomchote & Matsui, 2013 : Two new species of Tylototriton from Thailand (Amphibia: Urodela: Salamandridae). Zootaxa, no 3737 (3), p. 261–279.